# Tina Brooks
Pour les articles homonymes, voir Brooks.
Tina Brooks, né à Fayetteville, en Caroline du Nord le 7 juin 1932 et mort à New York le 13 août 1974, est un saxophoniste tenor de jazz américain.

## Carrière
Il commence sa carrière professionnelle en 1951, à l'âge de 19 ans au côté du pianiste Sonny Thompson. En 1958 sa carrière prend un tournant significatif lorsqu'il rejoint le label Blue Note; il enregistre de très nombreux albums en tant que sideman des grands noms du prestigieux label d'Alfred Lion, notamment: Jimmy Smith, Kenny Burrell, Freddie Hubbard, Jackie McLean. La même année il enregistre Minor Move, son premier album en tant que leader. Il collabore avec le label Blue Note jusqu'en 1961, enregistrant quatre autres albums personnels (dont un avec Jackie McLean). Cette date représente la fin de sa carrière professionnelle du fait d'une trop grande dépendance à l'héroïne.

## Discographie

### En tant que leader
- Minor Move (1958)
- True Blue (1960)
- Back to the Tracks (1960)
- The Waiting Game (1961)

### En tant que co-leader
- Street Singer (1960) - avec Jackie McLean

### En tant que sideman
- The Music from the Connection|Sonny Thompson - Sonny Thompson and his Orchestra (1951) (King Records)
- The Sermon! - Jimmy Smith (1958)
- House Party - Jimmy Smith (1957–58)
- Cool Blues - Jimmy Smith (1958)
- Blue Lights Volume 1 - Kenny Burrell (1958)
- Blue Lights Volume 2 - Kenny Burrell (1958)
- On View at the Five Spot Cafe - Kenny Burrell (1959)
- The Music from the Connection - Howard McGhee (1960) (Felsted Records)
- Open Sesame - Freddie Hubbard (1960)
- Jackie's Bag - Jackie McLean (1960)
- Shades of Redd - Freddie Redd (1960)
- Redd's Blues - Freddie Redd (1961)